# 田村政雄
田村 政雄（たむら まさお、1953年5月3日 - ）は、和歌山県出身の元プロ野球選手（投手、右投右打）・コーチ。

## 来歴・人物
県立和歌山商では、エースとして1970年秋季近畿大会県予選準決勝に進み、市和歌山商の岩井靖二（日本生命）と延長10回の投手戦を展開するが1-2xでサヨナラ負け。翌1971年の夏の甲子園和歌山県予選でも準々決勝に進むが、またも市立和歌山商に完封負けを喫し甲子園出場はならなかった。
卒業後は中央大学へ進学。東都大学野球リーグでは3度のリーグ優勝に貢献。大学1年時の1972年春、4年生藤田康夫投手を主戦に東都大学リーグ戦に優勝し、続く第21回全日本大学野球選手権大会準決勝で萩野友康と長谷部優ら投の二本柱擁する慶大に敗退。同年秋、リーグ戦は駒大に次ぐ2位だったが、同年大会の複数枠あった東京六大学と東都大学枠で第3回明治神宮野球大会に出場。1回戦の東海大戦に先発し、大会初のノーヒットノーランを達成。ちなみにその翌日、優勝した関大の4年生山口高志投手も2回戦（準々決勝）で慶大を相手にノーヒットノーランを達成した。続く2回戦（準々決勝）で早大に敗退。1973年、2年次には同期の福田功とバッテリーを組む。第22回全日本大学野球選手権大会準決勝で同学年の田尾安志投手擁する同大を5-0、決勝で同年秋に巨人ドラ1蹴りをする小林秀一投手擁する愛知学院大を3-0で完封し優勝。1974年、3年次の秋の第5回明治神宮野球大会でも、準決勝で田尾安志の同志社を1-0で再び下し、決勝で1年生投手江川卓擁する法大と対決し1-0で完封し優勝した。1975年、4年次の東都大学リーグ戦は駒大が連覇するなか春は5位、秋は最下位6位に終わった。
1973年から3年連続で日米大学野球選手権代表（第2回代表・第3回代表・第4回代表）に選出された。大学同期に福田功捕手、行沢久隆らがいる。リーグ通算82試合登板、39勝33敗、防御率2.35、359奪三振。最高殊勲選手2回、最優秀投手2回、ベストナイン2回。39勝は芝池博明の41勝に次ぎ、松沼雅之の39勝と並ぶリーグ2位タイ。2年生春から4年生春にかけてリーグ記録の45試合連続試合に登板した。
地を這うようなアンダースローからキレのいいシュートやカーブを投げ、ドラフトの目玉として大いに注目された。体が大変柔軟であるという投手の資質に恵まれ、粘っこいピッチングをする。打者側から見れば球離れが他の投手と比較して遅いので、タイミングを合わせにくい投手でもあった。武器はストレート、カーブ、シュート、決め球はシンカー。
1975年のドラフト1位で大洋ホエールズに入団。大学時代の活躍から新人王候補と期待され、本人も「自分でないなら田尾安志」と公言してはばからなかった。1976年は4月28日に初先発、巨人の横山忠夫と投げ合う。完投目前の9回、土井正三に代打2点本塁打を喫し降板するがプロ初勝利を飾った。しかしその後は伸び悩み、同年はこの1勝にとどまる。新人王は田尾が受賞した。1977年は高橋重行、杉山知隆に次ぐ42試合に登板、5月からは先発陣の一角としても起用されるが3勝1セーブと実績を残せなかった。1978年も3勝2セーブにとどまるが、投球内容は防御率3.77と大きな改善を見せ、5月22日には阪神の上田次郎に投げ勝ち初完封を記録する。
同年オフに佐藤道郎との交換トレードで、伊藤勲と共に南海ホークスに移籍。1979年は4月から先発として起用されるが、好結果は得られず中継ぎに回る。1981年は一軍登板はなく、同年限りで現役引退。
引退後は実家の酒屋を継ぎ、その後コンビニエンスストアにしたが、現在は閉店している。元プロ野球選手の田村領平は息子。
2011年の1シーズン、四国アイランドリーグplus・高知ファイティングドッグスの投手コーチを務めた。
「東都大学野球80周年史」で、元中大監督の宮井勝成は、自身がかかわった最高の投手であったと述べたうえで「酒が…」と残念がっている。ルーキー年のキャンプ時に二日酔いで目覚めた写真を撮影されたこともあった。

## 詳細情報

### 年度別投手成績
| 年 度     | 球 団     | 登 板 | 先 発 | 完 投 | 完 封 | 無 四 球 | 勝 利 | 敗 戦 | セ 丨 ブ | ホ 丨 ル ド | 勝 率 | 打 者 | 投 球 回 | 被 安 打 | 被 本 塁 打 | 与 四 球 | 敬 遠 | 与 死 球 | 奪 三 振 | 暴 投 | ボ 丨 ク | 失 点 | 自 責 点 | 防 御 率 | W H I P |
| --------- | --------- | ----- | ----- | ----- | ----- | -------- | ----- | ----- | -------- | ----------- | ----- | ----- | -------- | -------- | ----------- | -------- | ----- | -------- | -------- | ----- | -------- | ----- | -------- | -------- | ------- |
| 1976      | 大洋      | 12    | 4     | 0     | 0     | 0        | 1     | 3     | 0        | --          | .250  | 142   | 31.2     | 36       | 7           | 19       | 0     | 4        | 19       | 0     | 0        | 23    | 22       | 6.25     | 1.74    |
| 1977      | 大洋      | 42    | 10    | 2     | 0     | 0        | 3     | 4     | 1        | --          | .429  | 431   | 93.0     | 109      | 20          | 42       | 1     | 10       | 62       | 3     | 0        | 69    | 60       | 6.32     | 1.62    |
| 1978      | 大洋      | 40    | 11    | 1     | 1     | 0        | 3     | 3     | 2        | --          | .500  | 367   | 86.0     | 73       | 14          | 36       | 2     | 5        | 43       | 1     | 0        | 40    | 36       | 3.77     | 1.27    |
| 1979      | 南海      | 24    | 12    | 0     | 0     | 0        | 2     | 4     | 0        | --          | .333  | 330   | 69.0     | 99       | 16          | 34       | 2     | 1        | 30       | 1     | 1        | 64    | 62       | 8.09     | 1.93    |
| 1980      | 南海      | 17    | 3     | 0     | 0     | 0        | 0     | 2     | 1        | --          | .000  | 201   | 43.0     | 56       | 12          | 22       | 0     | 2        | 15       | 0     | 0        | 43    | 39       | 8.16     | 1.81    |
| 通算：5年 | 通算：5年 | 135   | 40    | 3     | 1     | 0        | 9     | 16    | 4        | --          | .360  | 1471  | 322.2    | 373      | 69          | 153      | 5     | 22       | 169      | 5     | 1        | 239   | 219      | 6.11     | 1.63    |

### 記録
- 初登板：1976年4月8日、対読売ジャイアンツ3回戦（後楽園球場）、5回裏に4番手で救援登板、1回無失点
- 初奪三振：同上、5回裏に高田繁から
- 初先発登板・初勝利・初先発勝利：1976年4月28日、対読売ジャイアンツ5回戦（川崎球場）、8回2/3を3失点
- 初完投勝利：1977年5月18日、対読売ジャイアンツ10回戦（石川県立野球場）、9回4失点
- 初セーブ：1977年7月13日、対阪神タイガース15回戦（阪神甲子園球場）、9回裏に4番手で救援登板・完了、1回無失点
- 初完封勝利：1978年5月22日、対阪神タイガース12回戦（横浜スタジアム）

### 背番号
- 12 （1976年 - 1978年）
- 14 （1979年 - 1981年）
- 84 （2011年）